# 艾泰里齐-普泰里齐-波利劳塔齐沼泽

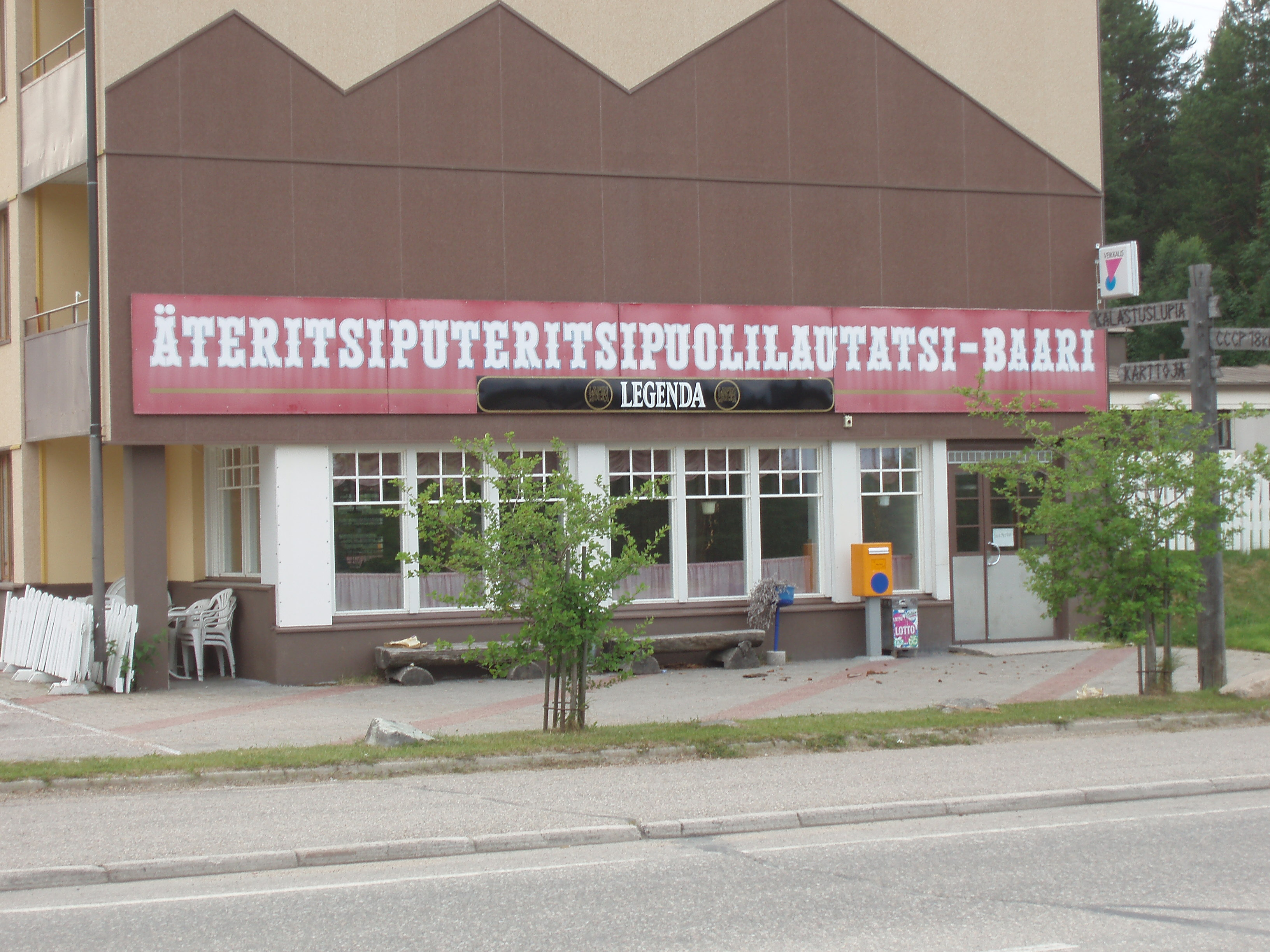
Äteritsiputeritsipuolilautatsi酒吧

艾泰里齐-普泰里齐-波利劳塔齐沼泽（芬蘭語：Äteritsiputeritsipuolilautatsijänkä）是芬蘭拉普蘭區薩武科斯基的沼澤區域。其芬兰语原名有三十五個字母，由此它是最長的芬蘭語地名。該地名也是歐洲大陸最長的和歐洲第二長的地名。
该地名的词源不详，尽管该名字证实为真实的。名字后半部中“puoli”意为“一半”，“lauta”意为“木板”，“jänkä”意为“泥沼”。名字中的前半部分在芬兰语中没有任何意思。
毗邻的薩拉市镇曾有一間名为“Äteritsiputeritsipuolilautatsi-baari”的酒吧，它擁有芬蘭最長的公司名稱。酒吧经营者在申请注册时准备的多个常见的名字都被早已注册了，于是他们决定根据沼泽的名字来命名。由于名字太长，酒吧经营者及当地人称之为“Äteritsi”酒吧。该酒吧在2006年停止营业。